# Philometra
Philometra é um gênero de traça pertencente à família Arctiidae.